# T-34
El T-34 és un tanc mitjà de fabricació soviètica que va ser produït des de 1940 a 1958. En l'actualitat és considerat el millor tanc que va intervindre en la Segona Guerra Mundial pel seu equilibri entre blindatge, velocitat i armament, per sobre de tancs de gran potència de foc com els alemanys Tiger i Panter. El seu disseny va ser el més efectiu i influent de tota la guerra. Fabricat per primera vegada el 1940 a la fàbrica KhPZ a Khàrkiv, Ucraïna, va ser l'arma principal de les forces blindades soviètiques durant la Segona Guerra Mundial i es va exportar molt posteriorment. A més, va ser el tanc més produït durant la guerra i el segon de tota la història, rere el seu successor, el T-54/55. Alguns T-34 es van continuar usant fins ben entrat als anys 1990.
El desenvolupament del T-34 va partir de la sèrie de tancs ràpids BT, amb la intenció de reemplaça-los a ells i al tanc d'infanteria T-26. Després de la insatisfacció dels carros soviètics en la Guerra Civil Espanyola, la falta de protecció es va fer notable. El T-34 es tractava del tanc que millor equilibrava la potència de foc, mobilitat i protecció, encara que inicialment la seva eficàcia al camp de batalla va ser desaprofitada a causa de la mala disposició ergonòmica del compartiment de la tripulació, la manca de ràdios, falta de municions i l'ús de tàctiques pobres, així com una cadena de comandament antiquada.
A final de 1943 es va introduir el millorat T-34-85, amb un canó de major potència. El disseny i construcció del tanc van ser contínuament refinats durant la guerra per millorar la seva eficàcia i reduir els costos, permetent que es disposés constantment de més quantitat de tancs. Cap a 1945, el T-34, versàtil i rendible, havia substituït la majoria de tancs pesants i lleugers soviètics en servei. Va ser una influència en el desenvolupament posterior del nou concepte de carro de combat, el tanc de combat principal.

## Història

### Disseny revolucionari
Als anys 1930, la majoria dels tancs soviètics eren el carro lleuger T-26 i la sèrie de tancs ràpids BT. El T-26 era un tanc d'infanteria lent, dissenyat per mantenir el pas amb els soldats. Els tancs BT eren tancs de cavalleria, molt ràpids i lleugers, dissenyats per lluitar contra altres tancs, però no contra la infanteria. Ambdós tenien un blindatge fi i empraven gasolina, com la majoria dels dissenys dels anys 30, que solien cremar en flames per problemes al motor. El dièsel es va convertir en un avantatge que els soviètics van saber aprofitar, malgrat ser més sorollós, i per tant, més fàcil de descobrir.
Durant la Guerra Civil Espanyola l'exèrcit soviètic va analitzar les seves debilitats i fortaleses, la qual cosa els va portar a la cerca millores que haurien de ser aplicades a nous dissenys de tancs. D'aquestes idees sortiria el T-34 model 1940 i el KV-1.
El 1937, l'enginyer Mikhaïl Koixkin va ser assignat per l'Exèrcit Roig per dirigir un nou equip encarregat de dissenyar un reemplaçament per als tancs BT, a la fàbrica KhPZ de Khàrkiv. El prototip, A-20 denominat, tenia un blindatge de 20 mm i un canó de 45 mm Koshkin va convèncer a Stalin de deixar-lo desenvolupar un segon prototip, un tanc universal armat més blindat i millor que reemplaçaria tant als T-26 com als tancs BT. El segon prototip, designat A-30 però aviat rebatejat T-32, tenia 30 mm de protecció i un canó de 76 mm.
Ambdós models van ser posats a prova als camps d'assaig de Kubinka el 1939, i el T-32 va demostrar ser més maniobrable que l'A-20. La resistència del comandament militar i les preocupacions per l'alt cost de producció van desaparèixer quan es va veure el pobre rendiment dels tancs soviètics a Finlàndia i l'efectivitat de la Blitzkrieg alemanya a França. Una versió més pesant del T-32, amb 45 mm de blindatge en la part frontal, va ser aprovada per a la seva producció com a T-34.
El T-34 tenia la suspensió Christie de ressort helicoïdal del BT, però prescindint de la pesant i ineficaç característica de convertible, que permetia a un tanc moure's amb les rodes sense necessitat de la cadena d'eruga. Tenia un blindatge inclinat, una planta motriu relativament potent i unes erugues amples. La versió inicial portava un canó de 76,2 mm, sovint denominat com T-34/76 (originalment, una designació alemanya). A final de 1943, una segona versió important, el T-34/85 o T-34-85 va començar a ser produïda, amb una torreta de major mida (amb tres tripulants com en els carros alemanys) amb un canó de 85 mm.

### Producció
El T-34 va plantejar nous desafiaments a la indústria soviètica. Era el tanc mitjà més blindat produït fins a aquell moment, i les peces prefabricades es construïen a diverses plantes: la Fàbrica Dièsel Núm. 75 de Khàrkiv proveïa el motor model V-2, la Fàbrica Kirov Nº 185 de Leningrad va produir el canó|gorja original L-11, i la Fàbrica Dinamo de Moscou, els components elèctrics. Els tancs van ser construïts inicialment en la KhPZ Núm. 183 i la Fàbrica de Tractor de Stalingrad (STZ), i posteriorment en la Fàbrica Krasnoye Sormovo No. 112 a Gorki.
Existien múltiples problemes: les planxes de blindatge eren defectuoses; a causa de l'escassetat dels nous motors V-2, molts tancs de la producció inicial de 1940 portava el motor, suspensió i embragatge inferiors del tanc BT; només els carros dels comandants de les companyia portaven ràdios. El canó L-11 no va respondre a les expectatives, de manera que l'oficina de disseny Grabin a la Fàbrica Gorki Nº 92 va dissenyar el canó F-34 de 76,2 mm. Ja que no s'aprovaria la producció, Gorki i KhPZ van començar a fabricar el canó de tota manera; el permís oficial només seria concedit del Comitè de Defensa de l'Estat després que les tropes elogiessin el bon rendiment del canó.
Existia la pressió política de redirigir els recursos a la construcció dels tancs d'infanteria tradicionals, o de cancel·lar la producció pendent de T-34 a favor del disseny més avançat T-34 M Tanmateix, l'atac per sorpresa d'Alemanya en l'Operació Barbarroja el 22 de juny de 1941 va forçar a la Unió Soviètica a traslladar la producció completa de tancs. Això va produir una gran necessitat d'enviar nous tancs al capdavant immediatament, per la qual cosa no es va permetre modificar parts del T-34 a excepció d'aquelles que aconseguissin una fabricació més ràpida conservant tot el seu poder.
Els ràpids avenços de les forces alemanyes van forçar l'evacuació de les fàbriques de tancs cap als Urals. La KhPZ va ser restablerta a prop de la Fàbrica de vagons Dzherzhinski d'Ural a Nijni Taguil, rebatejada Fàbrica de Tancs Stalin d'Ural Núm. 183. La fàbrica Kirov va ser evacuada unes setmanes abans que Leningrad fos encerclada, i es va traslladar a la Fàbrica de Tractors Stalin de Txeliàbinsk, que rebria el sobrenom de Tankograd, ciutat dels tancs. Mentre que aquestes fàbriques eren recol·locades a una velocitat rècord, el complex industrial al voltant de la Fàbrica de Tractors de Stalingrad produïa el 40% de tots els T-34, fins que va ser completament encerclada durant la batalla de Stalingrad a la tardor de 1942.
Llevat d'aquesta interrupció, els únics canvis permesos a les cadenes de muntatge eren fer els tancs més senzills i barats de produir. Es van desenvolupar nous mètodes per a la soldadura autògena i en l'enduriment de les planxes, incloent les innovacions del professor Evgeni Paton. El disseny del canó F-34 Model 1941 de 76,2 mm es va reduir a 614 peces, comparades amb les 861 del model anterior. En dos anys es va retallar el cost de producció de 269.500 rubles el 1941 a 193.000 rubles i després a 135.000 rubles, fins i tot encara que la majoria dels treballadors experimentats van ser reemplaçats per dones, nens, invàlids i ancians.
La necessitat d'una millora per al T-34 era molt necessària des de l'entrada en combat dels Tigers i els Panthers, però ja que hi havia escassos exemplars fins ben entrat 1943, no se li va donar la importància necessària, el qual va acabar sent una tomba per als tripulants dels T-34 segon que difícilment no podia combatre els esmentats tancs amb els seus canons de 76,2mm.

### Desenvolupament evolutiu
El 1942, el nou disseny de torreta derivat del projecte abandonat del T-34 M va començar a ser construïda, millorant les condicions de falta d'espai i finalment afegint una cúpula de comandant amb visió total. Els subministraments limitats de cautxú van portar a l'adopció de rodes amb vorell d'acer i es va afegir un nou embragatge a la transmissió de cinc velocitats millorada i el motor.
El 1943, els soviètics es van enfrontar contra els nous tancs alemanys Panther i Tiger. D'acord amb l'experiència de la batalla de Kursk, i les peticions des del front de guerra de tenir més potència de foc a llarg abast, el comandament soviètic va prendre la decisió difícil d'actualitzar les fàbriques per produir un nou model. El T-34-85 tenia un canó de 85 mm de major potència i finalment, una torreta de tres homes amb radio (anteriorment, la ràdio es trobava al buc del tanc). El comandant podia donar les ordres, deixant el maneig del canó a l'artiller i a carregador. A partir de 1944, la tripulació dels T-34-85 va començar a emprar munició subcalibrada de nucli de tungstè (BR-BR-365P), que podia penetrar gairebé un 40% que els projectils BR-365, però que en tenir un menor cap explosiu era menys efectiu en la postpenetració.

### Cost
El cost per produir un T-34-85 era inicialment un 30% més car que el Model 1943, uns 164.000 rubles, però el 1945 havia baixat a 142.000 rubles. Durant el transcurs de la guerra, el cost d'un T-34 s'havia reduït a la meitat, mentre que la seva mobilitat es mantenia igual, i el seu blindatge frontal i capacitat de penetració del canó s'havia duplicat gairebé.
Al final de la guerra, es van construir uns 57.000 T-34: 34.780 tancs T-34 originals des de 1940 a 1944 i uns altres 22.559 T-34-85 des de 1944 a 1945. Després de la guerra, el T-34 era fora de la producció en gran escala a la Unió Soviètica el 1946 quan es van construir 2.701.
La producció es va reiniciar el 1951 en la República Popular de Polònia i Txecoslovàquia, on es van fabricar 1.380 i 3.185 T-34-85 respectivament, fins a 1956. A finals dels anys 1960, els T-34-85 soviètics van passar per un programa de modernització (T-34-85 M) per a l'exportació i la reserva, utilitzant components dels tancs T-54/55.
S'estima que el total de tancs T-34 és de 84.070 unitats, més 13.170 peces d'artilleria autopropulsada construïdes utilitzant xassís del T-34.

### Variants
La identificació de les variants del T-34 pot ser complicada. La fosa de la torreta i els detalls superficials i l'equip variava entre fàbriques. Les noves millores s'afegien en la meitat d'una producció o modernitzant tancs vells. Els tancs fora de combat eren reconstruïts, algunes vegades incloent equip de models més moderns o fins i tot una nova torreta. Alguns tancs portaven blindatge apliqué fabricada per restes d'acer de diferents mides, fosos al buc i possiblement també a la torreta; aquests tancs es denominaven ekranami, amb pantalles.
La intel·ligència alemanya de la II Guerra Mundial va denominar les dues produccions principals com T-34/76 i T-34/85, i les variacions menors rebien designacions amb lletres com T-34/76 A. Aquesta nomenclatura ha estat utilitzada àmpliament a Occident, especialment a la literatura popular. Des dels anys 1980, tanmateix, moltes fonts acadèmiques usen l'estil soviètic: T-34 i T-34-85, i les variants com a l'any del model, com T-34 Model 1940.
Des de la dissolució de la Unió Soviètica, els nous documents desclassificats han demostrat que tots els T-34 amb la torreta original i el canó F-34 (coneguts convencionalment com a Model 1941 i 1942) eren oficialment denominats 'Model 1941' i els T-34 de torreta hexagonal (Model 1943) eren oficialment el Model 1942. Els T-34 capturats per Alemanya eren designats com Panzerkampfwagen T-34(r).

#### Tancs de combat
El T-34 (T-34/76) era el tanc original amb el canó de 76,2 mm. Entre parèntesis la designació alemanya.
- Model 1940 (T-34/76 A): una primera producció amb el canó L-11 de 76,2 mm en una torreta de dos homes.
- Model 1941 (T-34/T-34/76B): la producció principal amb major blindatge i el canó F-34 de 76,2 mm.
- Model 1942 (T-34/76 C): amb moltes millores de menor importància en la fabricació.
- Model 1943 (T-34/T-34/76D, E i F): amb una nova torreta hexagonal fosa fabricada a Uralmash, els alemanys els van donar el sobrenom de Mickey Mouse. La producció principal tenia una nova cúpula de comandant.
- T-34/57: una petita quantitat de T-34 des de 1941 a 1943 van ser armats amb el canó ràpid ZIS-4 de 57 mm per ser utilitzats com caçacarros. Aquest canó tenia millor penetració que el F-34 (140 mm d'acer a 500 m, davant 90 mm), però la mida del projectil no permetia suficient càrrega explosiva per a blancs no blindats.
- OT-34: tanc llançaflames, reemplaçant la metralladora del buc, generalment un Model 1942 amb el llançaflames ATO-41 o un Model 1943 amb l'ATO-42. Majorment van participar en la batalla de Moscou amb bons resultats segons informes soviètics.

El T-34 M un prototip avançat de 1940 (A-43), amb millor blindatge, una torreta hexagonal de tres homes, suspensió de barra de torsió i increment de munició i combustible. Es van construir cinc bucs però el programa es va abandonar quan va començar la guerra. El programa va servir per al disseny de la torreta del T-34 Model 1943, i va ser reiniciat per al tanc T-44.
El T-34-85 tenia millores importants, una nova torreta de tres homes i un canó de 85 mm.
- Model 1943: una producció curta en febrer-març de 1944 amb el canó D-5 T de 85 mm
- Model 1944: la producció principal, amb el canó més senzill ZIS-S-53 de 85 mm, la ràdio traslladada del buc a la torreta amb una disposició millorada i una nova òptica de l'artiller
- Model 1945: canvis introduïts gradualment durant 1944-46, millora de la cúpula del comandant, sistema de fums TDP (tankovoy dimoviy pribor), ventiladors davant i enrere de la torreta
- Model 1946: producció postguerra, formalitzant el Model 1945, amb un motor millorat V-2-34 M, noves rodes i millores de menor consideració
- Model 1960: programa de reutilització, motor V-2-3411, millors sistemes de ventilació i lubricació, generador de bateria, visors infrarojos i una nova ràdio
- Model 1969 (o T-34-85M): un programa de reutilització amb una nova ràdio R-123 i equip de visió nocturna. Millores mecàniques i un dipòsit extern addicional de 200 L
- T-34-85M1: un programa de reutilització polonès, similar al Model 1960
- T-34-85M2: programa polonès, similar al Model 1969, amb un sistema per a travessar zones d'aigua profundes i esnòrquel
- OT-34-85 (o TO-34): un tanc T-34-85 amb el llançaflames ATO-42

Es va continuar millorant els T-34-85, incloent programes de restauració el 1960 i 1969. Els models del T-34-85 són molt similars externament.
El desenvolupament en preguerra d'un T-34 més avançat va ser continuat de nou el 1944, produint el T-44. El nou tanc tenia un disseny de torreta basat en la del T-34-85, però amb un nou buc amb suspensió de barra de torsió i un motor muntat transversalment. Tenia un perfil més baix que el T-34-85 i era més senzill en cas de fabricar. Es van construir entre 150 i 200 d'aquests tancs abans de la fi de la guerra. Amb algunes modificacions, una nova torreta i canó es va convertir en el T-54, que va començar a fabricar-se en 1947.

#### Altres vehicles blindats
- PT-34 tanc netejamines, construït generalment amb el xassís del T-34 Model 1943 o el T34-85.
- MP-34 llançaponts de vells tancs reconstruïts en el camp de batalla o instal·lacions de reparació. Aquests s'utilitzaven per a operacions de travessia de rius, i eren recuperats posteriorment.
- Canons autopropulsats, SU-85, SU-100 i SU-122, van utilitzar com a base el xassís del T-34.

Després de la Segona Guerra Mundial, alguns T-34 eren armats amb obusos de 122 mm com a artilleria autopropulsada a Síria i Egipte.

#### Vehicles de suport
Hi havia molts vehicles de suport, grues i fins i tot tractors civils construïts amb el xassís del T-34 al començament de la guerra que es van utilitzar fins i tot els anys 1990. La gran majoria eren conversions de tancs antics o fets malbé i canons autopropulsats.
- T-34-T (tyagach), tractor
- SPK-5 (1955), grua de deu tones
- SPK-5/10M versió millorada del SPK-5, amb una grua hidràulica
- T-34-TO (technicheskoye obsuzhivaniye), manteniment tècnic
- VT-34 vehicle de recuperació txecoslovac
- CW-34 variant del VT-34 polonès
- WPT-34 (1960), vehicle de reparació i manteniment polonès

#### Dades dels models
| | T-34 Model 1940 | T-34 Model 1941 | T-34 Model 1942 | T-34 Model 1943 | T-34-85           | T-44              |
| -------------------------------------------------------------------------------------------------- | --------------- | --------------- | --------------- | --------------- | ----------------- | ----------------- |
| Pes                                                                                                | 26 t            | 26,5 t          | 28,5 t          | 30,9 t          | 32 t              | 31,9 t            |
| Canó                                                                                               | L-11 de 76,2 mm | F-34 de 76,2 mm | F-34 de 76,2 mm | F-34 de 76,2 mm | ZiS-S-53 de 85 mm | ZiS-S-53 de 85 mm |
| Munició                                                                                            | 76 projectils   | 77 projectils   | 77 projectils   | 100 projectils  | 60 projectils     | 58 projectils     |
| Combustible                                                                                        | 460 L           | 460 L           | 610 L           | 790 L           | 810 L             | 642 L             |
| Abast en carretera                                                                                 | 300 km          | 400 km          | 400 km          | 465 km          | 360 km            | 300 km            |
| Blindatge                                                                                          | 15-45 mm        | 20-52 mm        | 20-65 mm        | 20-70 mm        | 20-90 mm          | 15-120 mm         |
| Preu                                                                                               |                 | 270.000 rubles  | 193.000 rubles  | 135.000 rubles  | 164.000 rubles    |                   |
| Notes: Les dimensions, velocitat en carretera, potència del motor no van variar significativament. |                 |                 |                 |                 |                   |                   |

## Combat
El T-34 s'utilitza sovint com a símbol de l'eficaç contraatac soviètic contra els alemanys. L'aparició del T-34 a l'estiu de 1941 va ser un xoc psicològic per als soldats alemanys, que havien estat preparats per enfrontar-se a un enemic inferior: això es mostra al diari d'Alfred Jodl, que van ser agafats per sorpresa amb l'aparició del T-34 a Riga.
El T-34 podia deixar fora de combat tots els tancs alemanys de 1941 amb eficàcia. Tanmateix, el nou carro de combat sofria de diversos problemes mecànics, especialment en la seva transmissió i embragatge; com a mínim el 50% de les pèrdues totals durant el primer estiu eren a causa d'aquests errors en comptes del foc enemic. Existia escassetat d'equip de recuperació i reparació, mentre que la inexperiència de molts soldats provocava que abandonessin els seus carros en sentir els primers trets enemics. No era estany que els primers T-34 anessin a la càrrega portant una transmissió de recanvi a la coberta del motor. Aquests problemes mecànics van ser finalment solucionats.
Durant l'hivern de 1941-42 els T-34 van tornar a dominar els tancs alemanys gràcies a la seva capacitat de moure's sobre fang o neu sense quedar atrapats. Els carros alemanys no es podien moure als mateixos terrenys que el T-34 podia. La infanteria alemanya, que en aquell moment estava armada amb canons antitanc PaK 36 de 37 mm i PaK 38 de 50 mm, no tenia mitjans efectius per aturar els tancs T-34. Només el baix nivell d'entrenament de la tripulació i la incapacitat dels comandaments soviètics van evitar que el T-34 assolís major èxit.
L'èmfasi de l'Exèrcit Roig el 1942-43 se centrava en la reconstrucció de les pèrdues de 1941 i millorar les habilitats tàctiques. La producció de T-34 va créixer ràpidament, però el disseny estava congelat: generalment, només s'acceptava canvis que acceleressin la producció. Els dissenyadors soviètics estaven ben informats de la necessitat de corregir certes deficiències del disseny, però aquestes millores haurien costat temps de producció i no van ser adoptades. A mitjan 1943, la producció de T-34 era d'uns mil tancs al mes, molt més alt que la producció alemanya. Tanmateix, les pèrdues soviètiques superaven les alemanyes a causa de la inferioritat tàctica, falta d'entrenament de les unitats, una cadena de comandament defectuosa i l'escassetat d'aparells de ràdio als carros.
Com a resposta al T-34, els alemanys van començar a presentar un gran nombre de canons ràpids PaK 40 de 75 mm, tant com remolc com a autopropulsat. A més, van començar a emprar el nou tanc Tiger I a finals del 1942 i el tanc mitjà Panther el 1943. A la meitat de la guerra, el T-34 ja no tenia la superioritat tècnica contra els Panzer alemanys. Les proporcions de pèrdues continuaven desfavorables per als soviètics, encara que curiosament es van reduir una mica. El problema a solucionar consistia en gruixuts blindatges que el canó ZIS-5 de 76,2mm no podia fer front, per la qual cosa es va necessitar una millora del T-34.
Durant els últims anys del conflicte, els soviètics van millorar tàcticament i l'aclaparadora superioritat de tancs de combat davant els alemanys va jugar un punt crucial. L'aparició del T-34-85 a començament de 1944 va donar a l'Exèrcit Roig un tanc amb millor blindatge i mobilitat que els Panzer IV (incloent la versió H d'aquest) i Sturmgeschütz III, encara que el blindatge continuava estant per sota del Panther, la potència de foc s'equilibrava molt i el Panzer, gairebé impenetrable frontalment va començar a ser vulnerable per sota dels 600 m L'avantatge soviètic consistia en la poca quantitat de Panzer que existia davant els T-34, mentre que la mobilitat del tanc soviètic era encara superior i estava assentat sobre un xassís molt provat i poc propens a les ruptures, mentre que el Panzer va patir durant un any problemes mecànics que van ser la causa de la major part de les baixes. Tanmateix, el T-34-85 era prou bo com per permetre que la tripulació experta i les situacions tàctiques inclinessin la balança. La introducció de munició subcalibrada permetia al T-34-85 penetrar 120 mm a 30è a 500 m, el qual posava l'"escàs" i car Panzer i Tiger I en una posició compromesa. Si afegim a tot això que pels costats i per darrere, l'escàs blindatge del Panther podia ser penetrat a més de 2 km, podem fer-nos una idea de les dificultats contra les contínues onades de l'exèrcit roig.
A començament de la guerra, només el 5% dels tancs soviètics eren T-34; això es va incrementar fins i tot el 50% o 60% a mitjan 1943, i fins i tot més a final de la guerra. En aquell moment, els T-34 havien substituït els models antics i estaven disponible en grans quantitats, els nous tancs alemanys com el Panzer, basat en el T-34, els sobrepassaven. A final de la guerra, els tancs pesants Ióssif Stalin també estaven millor blindats i armats que els T-34, que els Panzer, Tigers I i fins i tot al frontal de la barcassa superava per 7 mm el del Tiger II.
S'ha comparat el T-34 amb el tanc mitjà nord-americà M4 Sherman i l'alemany Panzer IV. Cada tanc era la columna central de les unitats blindades dels seus respectius exèrcits. Ambdós eren bons dissenys en el moment que van aparèixer. Ambdós tancs van ser millorats significativament sense molta pèrdua d'efectivitat. I ambdós carros de combat podien ser fabricats en grans quantitats i mantinguts en condicions difícils. Tanmateix, cap dels dos primers tancs no podien enfrontar-se directament als millors tancs alemanys, Panther i Tiger, en termes iguals, però això no seria una comparació fàcil, ja que els alemanys blindats eren vehicles pesants més comparables amb els tancs pesants soviètics IS-2.
Una anècdota dels T-34-85 mostrava l'efectivitat d'aquest carro de combat. Amb l'aparició dels nous Tiger II, l'exèrcit soviètic es va posar en alerta. Només havien sentit rumors i van enviar un T-34-85 comandat per Oskin a Ogledow (Polònia). Amagat, Oskin va ordenar carregar els projectils perforants BR-BR-365P. Aprofitant que 3 Tigers II anaven per un camí en fila índia, el T-34-85 va disparar a 200 m al costat del 1r Tiger II. La realitat és que el primer impacte havia matat part de la tripulació, però es van disparar fins a 5 impactes més per assegurar-se. El Tiger II de cap ja havia girat la torre, però amb el fum aixecat no va poder localitzar l'enemic i va rebre 3 impactes al frontal que van rebotar. Tanmateix, el quart impacte va travessar l'anell i el tanc va començar a cremar. El tercer Tiger II, encegat pel fum va començar a retrocedir i el T-34-85 d'Oskin va sortir a la seva cacera, perforant-lo per darrere i acabant així amb l'últim dels 3 enemics que havia albirat. Si només un T-34-85 ha pogut amb 3 Tigers II, es demostra que el carro més senzill del moment podia afrontar situacions similars contra altres tipus de carros pesants.
Els tancs estaven preparats per a diverses tasques en el camp de batalla, com a suport d'infanteria i aprofitament. L'enfrontament entre tancs era molt important. La producció alemanya era limitada a un petit nombre de vehicles superiors però complexos. La decisió soviètica de fabricar una gran quantitat de T-34, millorant i simplificant el disseny, va ser una opció millor que va ajudar la victòria final.

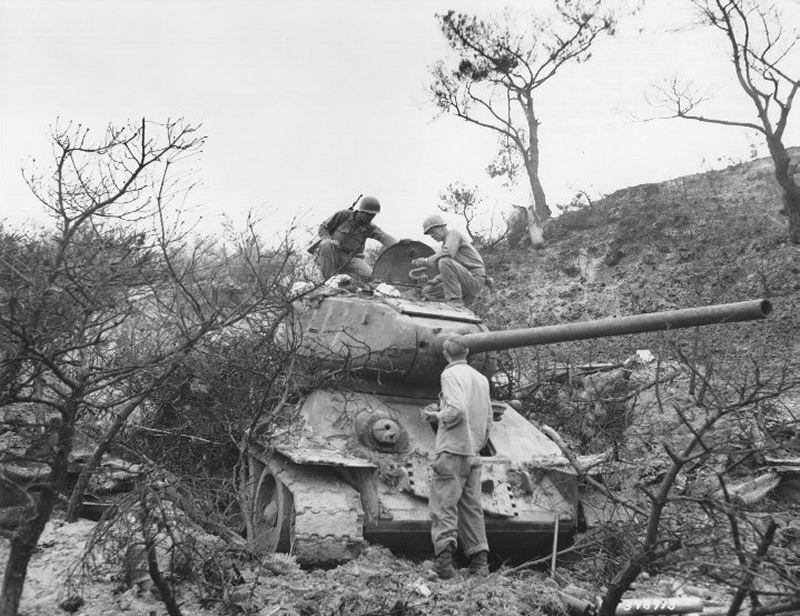
Soldats nord-americans examinant un T-34-85 en la Guerra de Corea.

Després de la II Guerra Mundial, els T-34-85 han estat utilitzats per molts clients de la Unió Soviètica i antics clients. Durant la Guerra de Corea, el 1950, van ser la punta de llança en la invasió a Corea del Sud. Es van enfrontar contra els carros nord-americans Sherman, M24 Chaffee i M26 Pershing però no contra els Centurion de les forces de l'ONU.
Els T-34 van formar part de molts exèrcits del Pacte de Varsòvia i van actuar en la sublevació hongaresa de 1956, també en Orient Mitjà, la Guerra del Vietnam, i més recentment en la Guerra de Bòsnia. Els tancs han estat disponibles esporàdicament en Afganistan, encara que és desconegut si s'han enfrontat contra tropes de la coalició, i Saddam Hussein tenia T-34 en el seu exèrcit a començaments dels anys 1990. Diversos estats africans, incloent Angola i Somàlia han utilitzat T-34-85. Els T-34-85 cubans han vist combat en Àfrica.
Els T-34 han estat utilitzats a 40 països, i en 1996 (assenyalat amb un asterisc, *) continuava en 27.
Europa i Amèrica
- Albània*
- Alemanya
- Àustria
- Bulgària*
- Xipre
- Txecoslovàquia
- Cuba
- Finlàndia
- Alemanya Oriental
- Nicaragua*
- Hongria
- Polònia
- Romania*
- Unió Soviètica
- Iugoslàvia*

Orient Mitjà i Àsia
- Afganistan*
- Egipte*
- Iraq
- Laos
- Líban*
- Líbia*
- Mongòlia*
- Corea del Nord*
- R.P. de la Xina*
- Síria*
- Vietnam*
- Iemen del Sud*
- Iemen del Nord

Àfrica
- Algèria*
- Angola*
- Rep. del Congo*
- Guinea Equatorial*
- Etiòpia*
- Guinea*
- Guinea Bissau*
- Mali*
- Moçambic*
- Somàlia*
- Sudan*
- Togo*
- Zimbabwe*

## Efectivitat
El T-34 era excepcional en els factors durs blindatge, potència de foc i mobilitat; i pobre en els factors tous facilitat d'ús, ergonomia, disposició de la tripulació, aparells de visió, etc.
El tanc tenia un bon equilibri dels tres factors principals durant tot el seu cicle en la Segona Guerra Mundial. El 1941, el blindatge inclinat podia derrotar a totes les armes antitanc alemanyes en distàncies normals. Només els canons Flak de 88 mm podien posar fora de combat al T-34, o en distàncies curtes per canons curts de 50 mm La majoria dels tancs alemanys de 1941 no disposaven de canons de 75 mm llargs; al seu lloc eren més comuns el calibre de 37 mm i el 50 mm dels Panzer III. A mitjan 1942, el T-34 era vulnerable a les armes alemanyes millorades i es va mantenir així la resta de la guerra, però el seu blindatge era superior a la dels tancs M4 Sherman i Panzer IV, mentre que es va millorar a partir de 1943 amb la construcció del T-34-85.
En termes de potència de foc, el canó de 76 mm del T-34 podia penetrar qualsevol tanc alemany de 1941 amb facilitat. Amb el ZIS-5 podia arribar a penetrar 102 mm a 90è amb munició subcalibrada a 100 m i 78 mm a 90è a 500 m amb projectils BR-350 A. Aquest canó també podia disparar munició d'alt explosiu (HE). El 1943, el canó de 76 mm no tenia l'abast dels canons de 75 mm del Panther i de 88 mm del Tiger. La introducció del canó de 85 mm el 1944 no va fer al T-34-85 igual en potència de foc, però aquest canó podia penetrar als Panther i Tiger I en distàncies raonables, mentre que el preu i la mobilitat del T-34-85 era molt millor que el d'aquests dos carros. A més, permetia perforar-los frontalment amb la munició subcalibrada amb nucli de tungstè, que perforava 138 mm a 500 m, suficient contra el Panther o Tiger I.
Quant a mobilitat, les erugues amples del T-34, la seva bona suspensió i el gran motor li donaven un rendiment en terrenys sense parell; els tancs alemanys de primera generació no podia assolir aquest rendiment, ja que l'ample de les seves cadenes feia que es quedessin encallats en llocs on el T-34 podia sortir sense problemes. En total, els factors durs del T-34 eren uns dels millors dels tancs en combat durant la primera meitat de la guerra. A més, hem de fer ressaltar la seva operativitat, que el 1943 era d'entre un 70%-90%, mentre que els estàndards alemanys estaven entre el 48%-62%.
En ergonomia, el T-34 era pobre, malgrat algunes millores durant la guerra. Totes les versions armades amb el canó de 76 mm tenien una torreta estreta per a dos homes. La visibilitat del comandant en el camp de batalla era reduïda; el portell que s'obria cap endavant el forçava a mirar el terreny des d'una ranura de visió i un periscopi transversal. A més, havia de realitzar les funcions de tirador. En contrast, els tancs alemanys, britànics i nord-americans (no tots) de l'època tenien una torreta de tres persones amb comandant, artiller i carregador, que permetia que el comandant se centrés, a dirigir i coordinar les seves accions amb la resta de la unitat, sense haver d'ocupar-se d'apuntar o recarregar el canó. Això era una enorme contribució a l'eficàcia de la tripulació. Aquest problema reconegut va ser solucionat amb el T-34-85. Els comandants alemanys generalment se situaven apuntant-se per tenir una visió completa, excepte quan hi havia foc enemic, una cosa que era impossible realitzar en els T-34 amb canó de 76 mm a causa que la o les sortides superiors obrien cap endavant, pel que era impossible veure res, encara que en cas d'escapar, tenien l'avantatge que la tapa feia d'escut antibales.

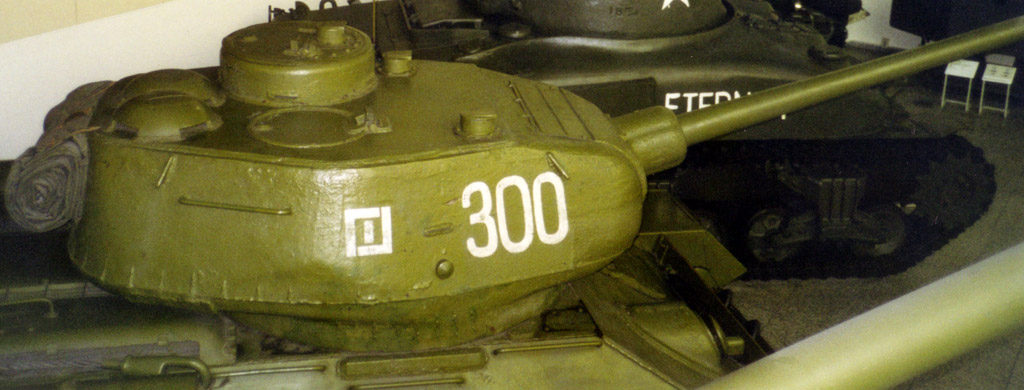
La nova torreta del T-34-85 per a tres persones

La visibilitat des del seient del conductor també era deficient, i alguns conductors van informar que les seves òptiques eren tan dolentes que mantenien l'escotilla oberta lleument fins i tot durant combat. Tàcticament, això afectava la capacitat del conductor per utilitzar el terreny com un avantatge, ja que no podia veure les variacions del terra o tenir una visió àmplia com en altres tancs. El carregador també tenia problemes a causa de la falta d'una base a la torreta (un terra rotatori que es mou quan la torreta gira). Aquest problema ocorria en altres tancs com el M3 Stuart. El terra sota la torreta estava fet per guardar la munició a petites caixes de metall. Hi havia nou projectils inicials guardats a les lleixes dels laterals del compartiment. Una vegada que s'utilitzava aquests nou projectils, el carregador havia de treure la munició addicional de les caixes del terra, la qual cosa retardava la cadència de tret. Malgrat l'inconvenient d'emmagatzemar la munició en caixes, això no solia suposar un problema, ja que es tardaven diversos minuts a disparar els 9 projectils inicials.
Un altre dels factors clau que reduïen l'impacte inicial del T-34 en el camp de batalla van ser la falta de lideratge, les tàctiques amb tancs i l'entrenament de la tripulació, una conseqüència de les purgues de Stalin als cossos d'oficials a finals dels anys 1930, que va agreujar la pèrdua del personal més ben entrenat durant les derrotes de l'Exèrcit Roig el 1941. Moltes tripulacions entraven en combat amb només l'entrenament bàsic i les 72 hores d'instrucció en classe. Aquests problemes augmentaven per la dolenta ergonomia del T-34 i la falta de radis durant el començament de la guerra, fent pràcticament impossible coordinar unitats blindades en el combat. Sovint s'usaven els senyals visuals per coordinar-se entre els carristas soviètics, sent un mètode poc ortodox i pobre, car els avantatges de les ràdios era notable. Els soldats alemanys van veure que els soviètics blindats atacaven en formacions rígides sense prendre avantatge del terreny. Cap al 1943-44 part d'aquests problemes s'havien corregit, encara que l'entrenament de la tripulació soviètica no va assolir el nivell de l'entrenament alemany. Tanmateix, les xifres de pèrdues soviètiques el 1945 era d'1,18 a 1, el qual ens suggereix que la balança s'estava equilibrant molt després d'un 7 a 1 el 1941.

## Importància

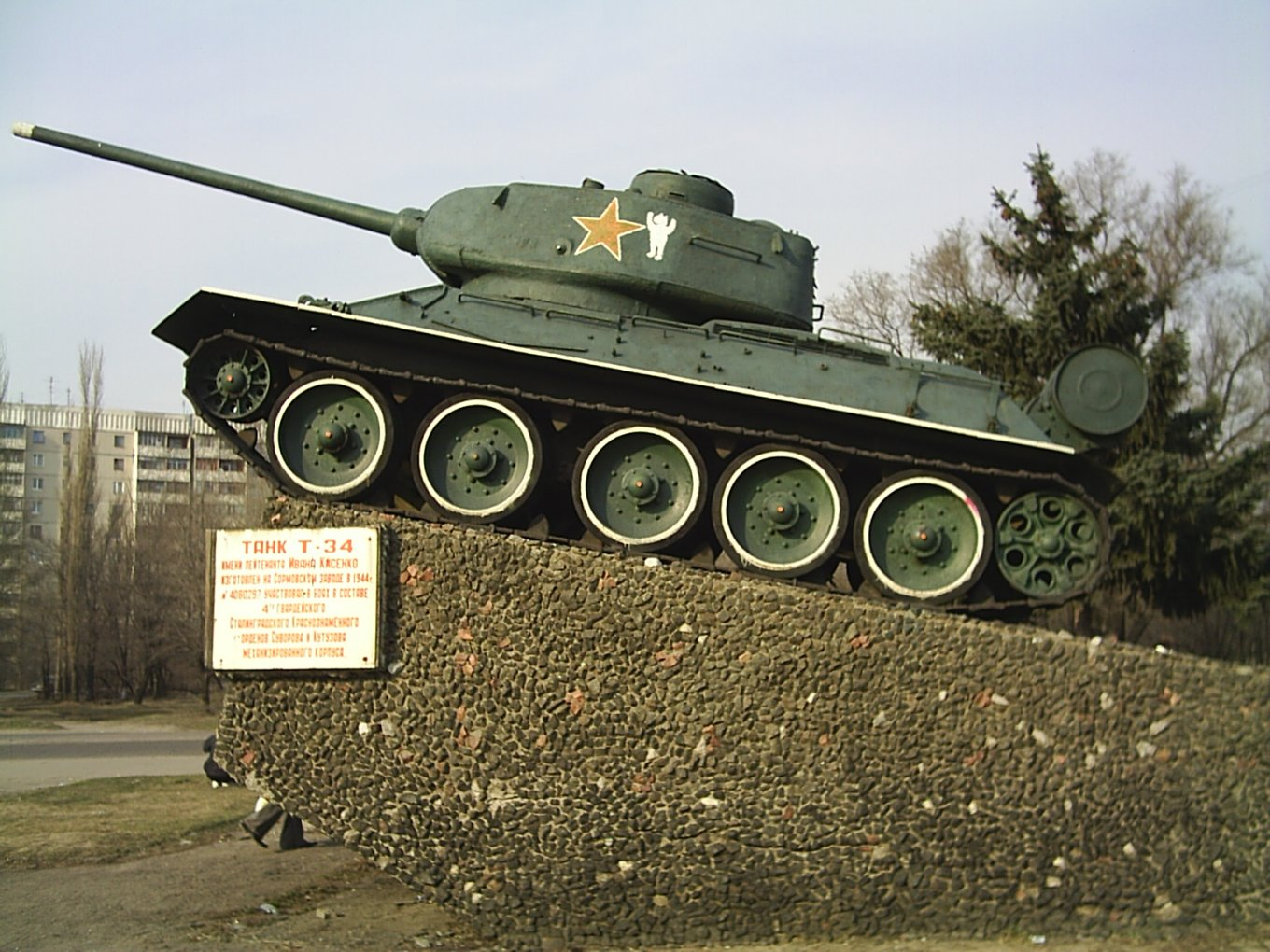
El T-34 ha servit com a monument a nombrosos països.

El carro de combat T-34 era una de les armes més importants de l'Exèrcit Roig en la II Guerra Mundial. La seva importància ve donada pel nombre fabricat que va ser de més de 57.000 unitats durant la guerra, que és més que tot el pati de carros blindats que els alemanys van poder fer durant tota la guerra i equival a un 54% de tots els tancs soviètics en l'esmentat període (sense comptar versions caçacarros o artilleria basada en el xassís del T-34). Ja que el front germànic-soviètic era un teatre decisiu en la guerra, la importància del T-34 difícilment no pot ser exagerada. Quan va aparèixer per primera vegada el 1940, podia ser fàcilment el millor disseny de tanc del món. A la meitat de la guerra, ja no era tècnicament superior a tots els seus oponents, però encara era millor que la majoria i estava disponible en grans quantitats.
La millora del T-34-85 va mantenir el tanc mitjà estàndard soviètic sense interrupció de producció fins al final de la guerra. La resposta alemanya al T-34 va ser una nova segona generació de tancs, més cars i complexos, que va retardar la producció de tancs i va permetre als soviètics mantenir una superioritat numèrica. Hem de tenir en compte que els enemics més comuns el 1944 eren (en aquest ordre) Panzers IV, Panthers i Panzers III incloent les diferents variants de cada un d'aquests carros. Els Tigers es corresponien al 6% de la producció total d'aquell any, pel que eren escassos i no suposaven el problema que sí que presentaven els altres en estar disposat en majors quantitats.
El disseny equilibrat del T-34 va permetre que reemplacés a la majoria dels tancs lleugers, mitjos i pesants en servei, eliminant també les pesants KVs que malgrat la seva efectivitat el 1941 i invulnerabilitat, el 1942 ja podien ser penetrades pels canons llargs de 75 mm portats majorment pels famosos Stug III. El seu desenvolupament evolutiu continuaria directament fins i tot el T-44 i el T-55, construït fins i tot 1981 i que encara continua sent usat. El T-34 seria una influència en el desenvolupament del concepte del tanc de combat principal, MBT.